# Джон Джозеф Г'юз
Джон Джозеф Г'юз (англ. John Joseph Hughes; 24 червня 1797 — 3 січня 1864) — ірландський прелат римо-католицької церкви в Сполучених Штатах. Четвертий єпископ і перший архієпископ римо-католицької архієпархії Нью-Йорка з 1842 року по 1864 рік.
Г'юз народився і виріс в Ірландії, на півдні графства Тайрон. Він емігрував до США в 1817 році, і став священиком в 1826 році і єпископом в 1838 році. Мав велику популярність, здійснив величезний моральний і соціальний вплив на паству, будучи архієпископом в період великого зростання католицизму в США.

## Молодість
Г'юз народився в селі Гамлет, в провінції Ольстер на півночі Ірландії. Він був третім з семи дітей Патріка і Маргарет (до шлюбу Маккенн) Г'юз. Народився перед посиленням антикатолицьких законів в Ірландії, пізніше він зазначив, що, до його хрещення, він жив перші п'ять днів його життя на умовах «соціальної та цивільної рівноправності в найулюбленішому суб'єкті Британської імперії». Він і його родина пострадали від релігійних переслідувань в їх батьківщині, його покійній сестрі було відмовлено в католицьку поховання, проведеного священиком, і на самого Г'юза напала група оранжистів, коли він мав близько п'ятнадцяти років.
Він був посланий зі своїми старшими братами в школу в сусіднє село Augher, а потім навчався в гімназії в Aughnacloy.
Його батько Патрік Г'юз був бідний але освічений фермер. Він був змушений піти зі школи і працювати у господарстві, однак він був відданий пізніше в учні садовника для вивчення садівництва. Його сім'я емігрувала в Сполучені Штати в 1816 році і оселилася в Чемберсбург,Пенсільванія. Джон приєднався до них там у наступному році
Він зробив кілька невдалих спроб вступити в Маунтський університет Святої Марії, Emmitsburg, Меріленд, де він був тільки найнятий ректором, абатом Джоном Дюбуа, як садівник. У цей час він подружився з Елізабет Сетон (яка пізніше стала першою католицькою святою в США), на яку він справив добре враження і вона переконала Дюбуа прийняти його як студента. На додаток до його успішного навчання, він продовжував доглядати сад, і служив домашнім учителем латини й математики.

## Священство
Ще будучи семінаристом, Г'юз був покликаним служити в його рідну єпархію Філадельфії. 15 жовтня 1826 року Г'юз був висвячений на священика єпископом Конуеллі в храмі св. Джозефа
Г'юза призначили в храм святого Августина у Філадельфії, де він допомагав отцю-августинцю Майклу Герлі. У тому ж році він був направлений на службу як місіонер у Бедфорд, де він забезпечив навернення декількох протестантів. У січні 1827 він був відкликаний у Філадельфію і призначений настоятелем храму Св. Джозефа. Пізніше він служив у храмі Св. Марії де частина пастви відкрито повстала проти єпископа, і яка була навернена Г'юзом. Він організував побудову храму Іоанна Богослова в 1832 році, що вважається одним з найкращих у штаті. До цього, в 1829 році він заснував дитячий будинок Св. Івана.
Приблизно в цей час Г'юз став займатися публічним захистом католицької віри перед пресвітеріанським пастором і сином Генерального прокурора США Джоном А. Брекінріджем, зокрема на предмет сумісності католицизму з американською свободою і республіканізмом. Кілька дебатів було між ними щодо цього. Г'юз проявив себе дуже добре проти своїх супротивників, відбивши напади на католицизм. Дебати призвели до його становлення як енергійного захисника католицизму в Америці. Його ім'я згадали коли стала вакантною посада помічника єпископа Філадельфії.

## Єпископство

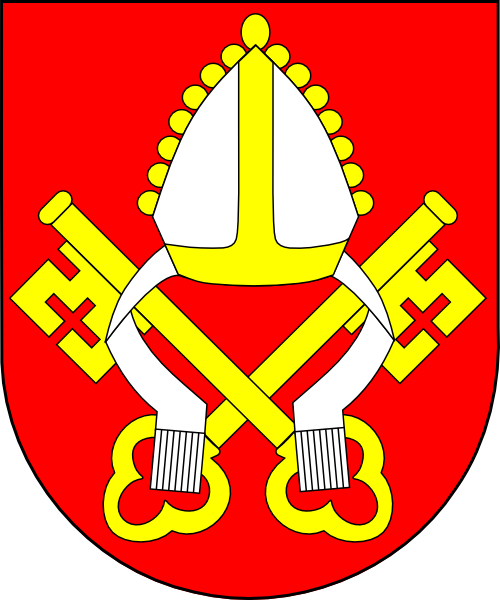
Єпископський герб архієпископа Джона Г'юза

Г'юз був призначений Папою Григорій XVI помічником єпископа єпархії Нью-Йорку 7 серпня 1837. Він був висвячений на єпископа в старому соборі Св. Патріка 7 січня 1838 єпископом Нью-Йорк, Джон Дюбуа, його колишнім ректором.
Одна з проблем, котра постала перед Г'юзом, після прибуття в Нью-Йорк, була суперечка між опікунами різних парафій в місті, відома як trusteeism. Єпископ оскаржив практику і законність цього явища і зумів перемогти на референдумі серед католиків в 1841 році.
Г'юз також активно виступав від імені ірландських іммігрантів, і спробував забезпечити державну підтримку парафіяльних шкіл. Він протестував проти стандартного використання протестантської Біблії короля Джеймса в державних школах, в суспільстві і в приватних організаціях, які діяли в Нью-Йорку. Коли він не зміг забезпечити державну підтримку церковних шкіл, він заснував незалежну католицьку шкільну систему, яка стала невід'ємною частиною структури Католицької Церкви. В 1884 році було остаточно постановлено, що всі парафії повинні мати школу і що усі католицькі діти повинні направлятися до цих шкіл.
Г'юз був призначений Апостольським Адміністратором єпархії 1842 році, у зв'язку з тим що в Дюбуа погіршилося здоров'я (помер 20 грудня 1842 р.). Він очолив єпархію, яка охоплювала весь штат Нью-Йорк і північ Нью-Джерсі, маючи близько 40 священнослужителів і католицької населення приблизно в 200 000 в той час.
Г'юз був активим противником квакерського руху аболіціонізму, котрий спричинив громадянську війну в США. Заснував газету Нью-Йорк Фрімен. У 1850 році він виступив з промовою під назвою «Західний протестантизм і його причини», в якій він оголосив потребу дій римо-католиків у справі навернення усіх язичницьких і протестантських народів.

## Архієпископ
Г'юз став архієпископом 19 липня 1850 року, коли єпархія була зведена в статус єпархії Папи Пія IX. Був присутній на проголошенні догми РКЦ про Непорочне Зачаття папою Пієм IX в Римі.

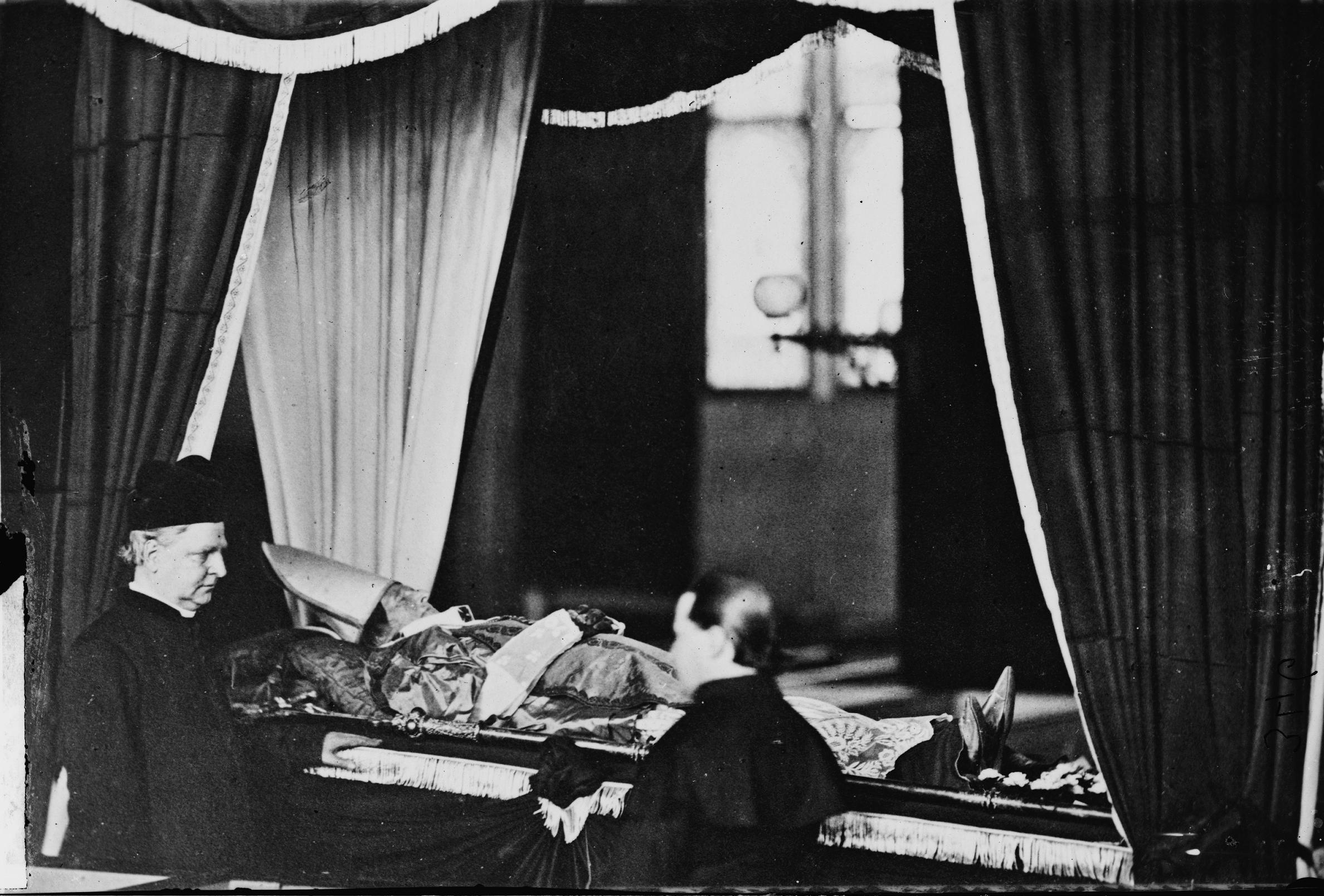
Архієпископ Г'юз, перед похоронами

 Г'юз обіймав посаду архієпископа аж до своєї смерті. Він був спочатку похований в старому соборі св. Патріка, але його останки були ексгумовані в 1882 році і перепоховані в склепі під вівтарем нового собору.

## Спадщина
- У Нью-Йорку Г'юз заснував Коледж Св. Джона (в даний час Фордхемський університет) і, до його адміністрації, запросив різні католицькі товариства, серед них Товариство Ісуса. *Була заснувана Академія Сент-Вінсент (нині коледж Маунт Сент-Вінсент).
- Розпочав будівництво Собору св. Патріка на П'ятій авеню між 50-ю і 51-ю вулицями, закладений 15 серпня 1858 року. Собор був завершений після його смерті. У той час, через свою віддаленості в, ще сільській, частині тодішнього Мангеттена, новий собор мав в пресі, протягом багатьох років, назву «Г'юз Folly» (божевілля Г'юза). Г'юз передбачив майбутнє швидке зростання міста, де був закладений собор, пізніше там сформувався міський центр Нью-Йорка Мангеттен.
- Публікації Г'юза вплинули на майбутнє становлення і розвиток релігієзнавства, бо він дав наукові визначення головних понять для тієї науки, котрими користуються й сьогодні, часто забуваючи на нього посилатися.